# حسن أحمد حمد
حسن أحمد حمد هو منافس ألعاب قوى مصري، ولد في 15 أغسطس 1953.